# 今 (HIKAKIN & SEIKINの曲)
「今」（いま）は、HIKAKIN & SEIKINの3枚目のシングルである。2018年11月9日に自主制作で音楽配信された。

## 概要
前作「雑草」から約1年ぶりにリリース。この楽曲は、作詞作曲をSEIKIN、編曲を前作同様サウンドプロデューサーのTeddyLoidが手がけた。
過去・現在・未来といった時間をテーマとした内容であり、2人の新たなチャレンジとして終盤における「長尺の逆再生一発撮り」といった演出となっている。また、楽曲のタイトルには2人による日本の「今」を大切にといった応援メッセージが込められている。。　
2025年に公開されたYouTubeテーマソング2では「今」のMV内であった花瓶を戻す描写が見れる。

## 収録曲
| 全作詞・作曲: SEIKIN、全編曲: TeddyLoid。 |           |        |            |      |
| #                                         | タイトル  | 作詞   | 作曲・編曲 | 時間 |
| 1.                                        | 「今」    | SEIKIN | SEIKIN     | 3:54 |
| 合計時間:                                 | 合計時間: | 3:54   |            |      |